# Barnstaple Castle
Barnstaple Castle var en borg, der lå tæt ved det nuværende centrum i byen Barnstaple i Devon i Sydengland. Da den blev bygget, var den den vestlige del af den befæstede by, og derfra var der et godt overblik over byen og de vigtige floder. 

## Historie
Den første borg var af træ og opført i 1000-tallet af Geoffrey de Mowbray, der var biskop af Coutances. Han fik flere huse og bygninger revet ned for at gøre plads til borgen. Juhel af Totnes (Judhael) boede senere på borgen og etablerede kloster lige uden for murene. Borgens første stenbygning blev sandsynligvis opført af Henry de Tracey, der var en af kong Stefan af Englands trofaste støtter. I 1228 fik Devons sheriff reduceret murenes højde til 3 m. Omkring tidspunktet for den sidste Henry de Tracey i 1274, var fæstningen allerede begyndt at forfalde. Mange af stenene fra borgen blev brugt til at opføre andre bygninger, og i 1326 var den en ruin. De resterende mure væltede under en storm i 1601. I dag er der kun tre motter tilbage.

## Yderligere læsning
- Oliver, Bruce W. The Castle of Barnstaple, Transactions of the Devon Association, vol. 60, (1928) pp.217-223.